# Franjo Gaži
Franjo Gaži (Hlebine, 13. studenoga 1900. – Zagreb, 15. studenog 1964.), bio je hrvatski publicist i političar. 

## Životopis
Franjo Gaži je bio vodeći član HSS-a u Koprivnici 1930-ih godina. Tijekom II. svjetskog rada priključuje se antifašističkom pokretu, te postaje vijećnikom ZAVNOH-a, a 1944. god i potpredsjednikom AVNOJ-a.
Tijekom 1944. godine u krugu istaknutijih HSS-ovaca koji su priključili partizanima preuzima najistaknutije mjesto, umjesto Božidara Magovca koji se početkom 1944. godine politički sukobio s komunistima i koji je od kolovoza 1944. god. bio efektivno interniran na Visu: Franjo Gaži je bio mnogo spremniji na suradnju s komunistima, sukladno svojem stavu će o sudbini Hrvatske ionako »veliki rješavati bez da nas pitaju« - te da onda nema smisla konfrontirati se s komunistima. Kada je u rujnu 1944. godine na teritorij kontroliran od strane partizana došao August Košutić, zamjenik predsjednika HSS-a Mačeka, više nije među ondje prisutnim HSS-ovcima mogao ostvariti nikakav utjecaj.
Od 1945. do 1953. godine je potpredsjednik vlade Narodne Republike Hrvatske. Kao zastupnik sudjeluje na Ustavotvornoj skupštine FNRJ. Zastupnik u Saboru od 1945. i član njegova Prezidija u više navrata.
Već je 1945. god. bilo posvje jasno da komunisti toleriraju sudjelovanje HSS-ovaca u vlasti samo radi pacificiranja znatnog dijela naroda koji komunistima nikako nije bio sklon - sve ako je narodu bilo očigledno da je zbog geopolitičkih okolnosti nastalih nakon II. svjetskog rata vlast komunista u Hrvatskoj i Jugoslaviji teško može biti dovedena u pitanje. Viđeniji članovi HSS-a bili su izloženi policijskom nadzoru i zastrašivanju, premda su ih komunisti koristili, u nedostatku vlastitih izobraženih kadrova sposobnih za upravljanje državnim ustanovama i gospodarstvom.
Približno s 1952. godinom, osjećaju se komunisti dovoljno sigurnima da već marginalizirane HSS-ovce posve isključe iz rukovođenja zemljom; tako prestaje i potreba da Franjo Gaži dalje bude članom Vlade NR Hrvatske.

## Djela
1. "Naš put u borbi za slobodu" (1945)